# 正始 (北燕)
正始（407年七月-409年十月）是十六国时期后燕或北燕君主高雲的年號，共計3年，也是後燕的第十一個或北燕的第一個年號。
高雲原名慕容雲，是後燕君主慕容宝的养子。有人對他是否屬後燕慕容氏一族成員的看法不同，因此有人認為高雲是後燕末任君主，也有人把他視為北燕立國君主。

## 纪年
| 正始 | 元年  | 二年  | 三年  |
| ---- | ----- | ----- | ----- |
| 公元 | 407年 | 408年 | 409年 |
| 干支 | 丁未  | 戊申  | 己酉  |

## 参看
- 中国年号索引
- 其他时期使用正始的年号
- 同期存在的其他政权年号
  - 义熙（405年正月-418年十二月）：東晉皇帝晋安帝司马德宗的年号
  - 弘始（399年九月-416年正月）：后秦政权姚兴年号
  - 更始（409年七月-412年八月）：西秦政权乞伏乾归年号
  - 嘉平（408年十一月-414年七月）：南凉政权秃发傉檀年号
  - 建初（405年-417年二月）：西凉政权李暠年号
  - 永安（401年六月-412年十月）：北凉政权沮渠蒙逊年号
  - 天赐（404年十月-409年十月）：北魏政权拓跋珪年号
  - 太上（405年十一月-410年二月）：南燕政权慕容超年号
  - 龙升（407年六月-413年二月）：夏国政权赫连勃勃年号